# Beöthy Ödön

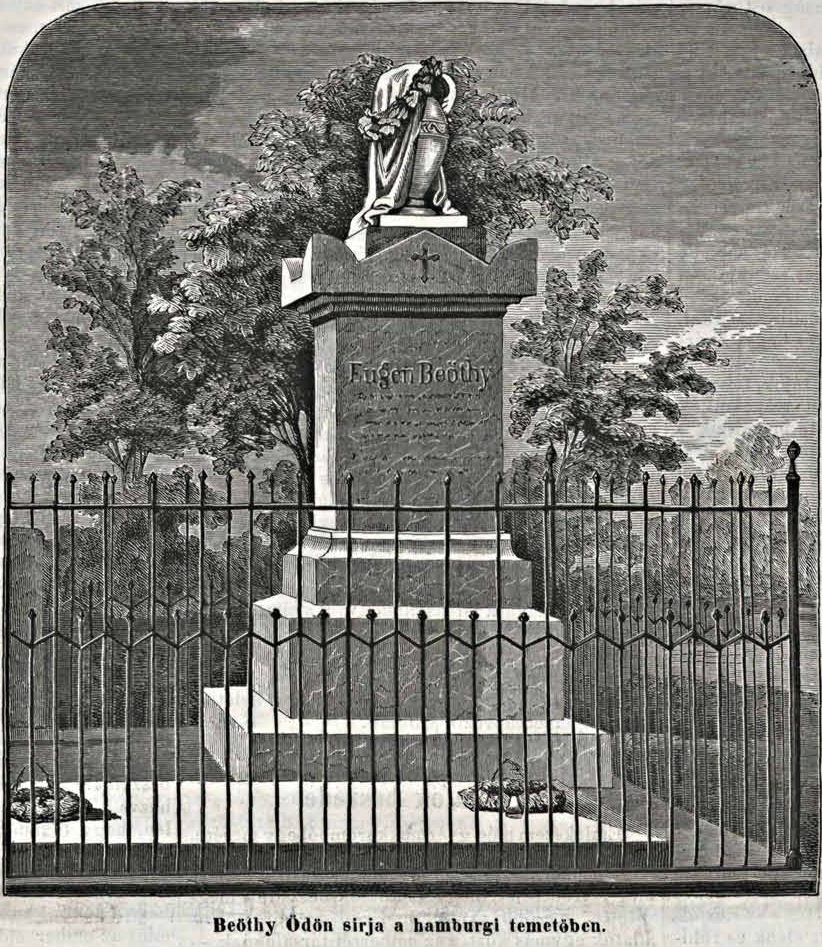
Beöthy Ödön sírja Hamburgban

Bessenyői Beöthy Ödön (Nagyvárad, 1796. december 2. – Hamburg, 1854. december 7.) magyar politikus és országgyűlési követ, Bihar vármegye főispánja. Beöthy Ákos politikus apja.

## Élete
Beöthy László ezredes, későbbi alispán és Husztinger Janka fia volt. 1812–1820 között katonáskodott, részt vett a Napóleon elleni háborúban. 1826-ban Bihar vármegyében táblabíróvá választották, kezdeményezte a megyei Szabadelvű Párt megalakítását.
1830-ban a megye egyik követe lett a pozsonyi országgyűlésen. Az 1832–1836-os országgyűlésre szintén megválasztották követnek, ahol kitűnt fényes szónoki képességével. Ekkorra már az országos politikában is nevet szerzett, az ellenzék lelkesedéssel figyelte szavait, vármegyéjének liberális nemesei az ő tanácsaihoz igazodtak.
1841-ben egyhangúlag alispánnak választották, tisztéről azonban három évvel később lemondott. Az 1843. május 14-ére Pozsonyba összehívott országgyűlésen ismét megyéje követe volt. 1848-ban az első magyar minisztérium kinevezte Bihar megye főispánjává. A szabadságharc idején a kormány kinevezte a Részek (Partium) kormánybiztosának, majd erdélyi kormánybiztosnak. 1849. június 14-én Kossuth Lajos a hétszemélyes tábla első alelnökévé nevezte ki, ekkor főispánságáról lemondott. 1849. június 17-én a bihar vármegyei berettyóújfalui választókerületben e lemondott Szivák Miklós helyére választották meg képviselőnek. A világosi fegyverletétel után Bécsen keresztül külföldre menekült, előbb Párizsban, majd Londonban és Jersey szigetén élt; itt Victor Hugo házának mindennapos vendége volt. Egészsége megromlott, mellgörcsök kínozták; Hamburgba ment, hogy feleségével találkozzon, ott halt meg 1854 decemberében.

## Munkái
Beszédei és levelei megtalálhatók az Országgyűlési Naplóban és az egykorú politikai lapokban. Két levelét közli a Történeti Lapok (I. 1874., III. 1876.). Bihar vármegyéhez írt levele a Rajzolatokban (1836. 33. sz.) jelent meg. A magyar nyelv ügyében tartott beszéde Toldy István: A magyar politikai szónoklat kézikönyve I. kötetében jelent meg. Lajcsák Ferenc váradi püspökhöz 1839. június 27. írt levele a Sárospataki Füzetekben (1864. 350. l.) és a Hazánkban (I. 1884. Lajcsák levelével együtt) jelent meg.

## Arcképe
Litografált arcképét Franz Eybl alkotta 1842-ben.